# Peneothello bimaculata
A Peneothello bimaculata a madarak osztályának verébalakúak (Passeriformes) rendjéhez és a cinegelégykapó-félék (Muscicapidae) családjához tartozó tartozó faj.

## Rendszerezése
A fajt Tommaso Salvadori olasz ornitológus írta le 1874-ben, a Myiolestes nembe Myiolestes bimaculatus néven.

## Alfajai
- Peneothello bimaculata bimaculata (Salvadori, 1874)
- Peneothello bimaculata vicaria (De Vis, 1892)[2]

## Előfordulása
Új-Guinea szigetén, Indonézia és Pápua Új-Guinea területén honos. Természetes élőhelyei a szubtrópusi és trópusi síkvidéki és hegyi esőerdők. Állandó, nem vonuló faj.

## Megjelenése
Testhossza 14 centiméter, testtömege 20–27 gramm.

## Életmódja
Rovarokkal és lárváikkal táplálkozik, de néha földigilisztákat is fogyaszt.

## Természetvédelmi helyzete
Az elterjedési területe nagyon nagy, egyedszáma pedig stabil. A Természetvédelmi Világszövetség Vörös listáján nem fenyegetett fajként szerepel.